# HL Водолея
HL Водолея (лат. HL Aquarii) — двойная новоподобная катаклизмическая переменная звезда (NL) в созвездии Водолея на расстоянии приблизительно 1939 световых лет (около 595 парсеков) от Солнца. Видимая звёздная величина звезды — от +13,58m до +13,35m.

## Характеристики
Первый компонент — аккрецирующий белый карлик спектрального класса pec(e). Эффективная температура — около 9555 К.